# Vojislav Vučinić
Vojislav Vučinić (1939 - 19. prosinca 2019.), srpski filmski djelatnik. bio je jedan od najboljih srpskih poznavalaca i iskrenih zaljubljenika u filmsku umjetnost.
Rođen 1939. godine. Diplomirao je na Filološkom fakultetu u Beogradu engleski jezik. U Avala filmu je radio kao prevoditelj. Bio je dugogodišnji direktor Jugoslavija filma, najveće poduzeće za uvoz i izvoz filmova, i za organizaciju različitih filmskih manifestacija u Jugoslaviji. Njegovo se razdoblje smatra zlatnim dobom. Pokrenuo Festival autorskog filma Pogled u svet početkom 1994. godine. Bio je i prvi direktor FAF-a, uloživši svoju viziju i energiju. S umjetničkim direktorom Slobodanom Novakovićem kreirao je program koji je bio jedan drugačiji, gotovo revolucionarni pristup filmu. Umro je 2019. godine. Pokopan na groblju Lešće u Beogradu.